# 17835 Anoelsuri
17835 Anoelsuri è un asteroide della fascia principale. Scoperto nel 1998, presenta un'orbita caratterizzata da un semiasse maggiore pari a 2,3807216 UA e da un'eccentricità di 0,1930079, inclinata di 3,25075° rispetto all'eclittica.